# ヒップホップ・プレジデント
『ヒップホップ・プレジデント』（Head of State）は2003年に公開された映画。

## あらすじ
区議会議員として、市民の声の耳を傾けてきた男性が、区長からの首にされた日、大統領候補として選出された。

## キャスト
※括弧内は日本語吹き替え
- メイズ・ギリアム - クリス・ロック（藤原啓治）
- ミッチ・ギリアム - バーニー・マック（手塚秀彰）
- マーティン・ゲラー - ディラン・ベイカー（牛山茂）
- ブライアン・ルイス - ニック・サーシー（稲葉実）
- デブラ・ラシーター - リン・ウィットフィールド（高島雅羅）
- キム - ロビン・ギヴンズ（喜田あゆ美）
- リサ・クラーク - タマラ・ジョーンズ（魏涼子）
- 肉売りの男 - トレイシー・モーガン（川鍋雅樹）
- ビル・アーノット上院議員 - ジェームズ・レブホーン（諸角憲一）
- ルイスのアドバイザー - ロバート・スタントン（川鍋雅樹）
- Mr.アール - ジュード・チコレッラ（木村雅史）
- ウォレン・プライア - パトリス・オニール（岡田貴之）
- Mr.エズラ・ホーキンス - エド・ウィーラー（園江治）
- バーナード・クーパー弁護士 - キース・デヴィッド（乃村健次）
- ウォーターズ巡査 - レグ・E・キャシー（廣田行生）
- チャーリー - チャールズ・エイブル（長克巳）
- チェスター・ノリス・アレン - ギュスターブ・ジョンソン（島香裕）
- BGジェイムス - ブライアン・ジェイムス（谷昌樹）
- ショーティＧ - スティーブン・モリス（廣田行生）
- クリフ・チャールズ - ？（鳥畑洋人）
- シークレット・サービス・エージェント - ケビン・ウィット（伊丸岡篤）
- 就任式ボールのアナウンサー - ファンクマスター・フレックス（谷昌樹）
- KKKの団員 - マイケル・アール（手塚秀彰）